# Золотнишине (село)
Золотнишине — село, Дмитрівська сільська рада, Горішньоплавнівська міська рада, Полтавська область, Україна.
Населення за даними 1982 року становило 430 осіб.
Село приєднано до міста Горішні Плавні у 1987 році.

## Географія
Село Золотнишине розташоване на лівому березі річки Дніпро в місці початку Кам'янського водосховища, вище за течією за 1,5 км розташоване місце впадіння річки Псел, нижче за течією примикає місто Горішні Плавні. Поруч проходить автомобільна дорога Т 1711.

## Археологія
На південь від села, за один кілометр, виявлено поселення ранньої, середньої та пізньої бронзи. На південний схід від села Золотнишине, у напрямку на Гарагули – поселення перших віків нашої ери з ліпним посудом.

## Історія
- 1987 рік — село приєднано до міста Горішні Плавні[1].